# Прері (округ, Арканзас)
Шаблон:StateAbbr_ 34°49′41″ пн. ш. 91°32′12″ зх. д. / 34.828055555556° пн. ш. 91.536666666667° зх. д.
Округ Прері (англ. Prairie County) — округ (графство) у штаті Арканзас. Ідентифікатор округу 05117.

## Історія
Округ утворений 1846 року.

## Демографія
За даними перепису 
2000 року 
загальне населення округу становило 9539 осіб, усе сільське.
Серед мешканців округу чоловіків було 4697, а жінок — 4842. В окрузі було 3894 домогосподарства, 2794 родин, які мешкали в 4790 будинках.
Середній розмір родини становив 2,88.
Віковий розподіл населення поданий у таблиці:
| Стать    | До 15 років | 15-21 | 22-29 | 30-39 | 40-49 | 50-65 | 65-85 | Понад 85 |
| -------- | ----------- | ----- | ----- | ----- | ----- | ----- | ----- | -------- |
| Чоловіки | 965         | 449   | 402   | 609   | 689   | 873   | 639   | 71       |
| Жінки    | 891         | 397   | 411   | 629   | 704   | 869   | 791   | 150      |

## Виноски
1. ↑  U.S. Decennial Census. United States Census Bureau. Процитовано 27 серпня 2015.
2. ↑  Historical Census Browser. University of Virginia Library. Архів оригіналу за 11 серпня 2012. Процитовано 27 серпня 2015.
3. ↑  Forstall, Richard L., ред. (27 березня 1995). Population of Counties by Decennial Census: 1900 to 1990. United States Census Bureau. Процитовано 27 серпня 2015.
4. ↑  Census 2000 PHC-T-4. Ranking Tables for Counties: 1990 and 2000 (PDF). United States Census Bureau. 2 квітня 2001. Процитовано 27 серпня 2015.
5. ↑  State & County QuickFacts. United States Census Bureau. Архів оригіналу за 11 серпня 2011. Процитовано 6 грудня 2016.(англ.) Наведено за англійською вікіпедією.
6. ↑  American FactFinder. Бюро перепису населення США. Архів оригіналу за 26 лютого 2012. Процитовано 31 січня 2008.

| США | Це незавершена стаття з географії США. Ви можете допомогти проєкту, виправивши або дописавши її. |